# きかんしゃトーマス号
1. ウィンストンのレールライド
2. 2かいだてバスのバルジー
3. ロコトレインのニア

きかんしゃトーマス号（きかんしゃトーマスごう）は、大井川鐵道が大井川本線で2014年（平成26年）7月12日から運行している特別急行列車。テレビアニメ『きかんしゃトーマス』の主人公であるトーマスを模した蒸気機関車によって牽引される。
本項では、2015年（平成27年）7月11日から運行されているきかんしゃジェームス号についても記す。

## 概要
2014年（平成26年）7月から実施されている、ウィルバート・オードリー原作のイギリスの幼児向けテレビ番組『きかんしゃトーマス』とのタイアップ企画の「Day out with Thomas」の一環として運行が開始された。アジアで実現するのはこれが初めてである。
『きかんしゃトーマス』日本語吹き替え版の総合制作であるソニー・クリエイティブプロダクツとの全面的なパートナーシップのもと、同年7月12日から10月12日までC11 227を改装した「きかんしゃトーマス号」が運行された。翌2015年（平成27年）7月にはC56 44を改装した「きかんしゃジェームス号」も登場した。
車内放送ではトーマス（声：比嘉久美子）やジェームス（声：江原正士）による沿線名所の案内も行われている。
本列車が運行されない期間には彼らがソドー島に帰っていると公式ホームページに記載するなど、トーマスの世界観を重視した演出がされている。報道各社に対しても世界観を破壊する報道をしないよう要請を行った。
2020年（令和2年）には原作出版75周年を記念した様々な企画が計画され、『きかんしゃトーマス トーマスのはじめて物語』に登場する、トーマスが初めてソドー島に来た頃のボディを再現した「緑色のトーマス号」を、5月から6月にかけ期間限定で運行予定とされた。しかし新型コロナウイルス感染症流行の関係で中止され、同列車は列車名を「みどりのトーマス号」に変更の上で2021年（令和3年）6月12日から28日まで運行された。
2021年（令和3年）12月24日から2022年（令和4年）1月10日にかけて行われた冬の特別運行からは、C11 190をトーマスに改装して運行しているが、これはC11 227が2022年（令和4年）3月で検査切れとなるからである。
「きかんしゃジェームス号」については、C56 44が不具合のため、2019年（令和元年）9月1日を最後に運行されていない。

## 運行概況
2022年（令和4年）9月に発生した台風15号による豪雨災害により、運行区間の一部が長期運休を余儀なくされていることから、同年12月の運行より新金谷駅 - 家山駅間の往復遊覧運転に切り替えており、2024年（令和6年）6月からは新金谷駅 - 川根温泉笹間渡駅間に拡大された。
一部区間不通以前は、特定日に新金谷駅 - 千頭駅間に1日1往復設定されていた（必ずしも同日に設定されず、トーマス号・ジェームス号どちらか片方のみの運行日もある）。両列車とも種別は「特急」であり、客車にも「特急」のサボが表示されるが、ダイヤ自体は「かわね路号」の増発便のものを流用している。このためダイヤ上は新金谷駅 - 千頭駅間をノンストップで結んでいるが、途中駅にて運転停車や列車交換を行っており、所要時間は「かわね路号」と同等である。料金面では2014年（平成26年）は従来のSL急行料金が適用されたが、2015年（平成27年）からはより高額な「トーマス料金」が必要となった。
いずれも全車指定席である。当初は「かわね路号」と同様に自社で予約を受けていたが、2016年（平成28年）からローチケへの委託となり、大井川鐵道側での発売は行わなくなった。2024年（令和6年）からはアソビュー!で、2025年（令和7年）からはEX旅先予約でも販売されるようになった。

### 停車駅
2025年4月 - 
新金谷駅 - 家山駅 - 川根温泉笹間渡駅
2024年6月 - 2024年12月
新金谷駅 →（川根温泉笹間渡駅）→ 家山駅 → 新金谷駅
- 川根温泉笹間渡駅では乗降不可。
- 復路（上り列車）に限り、家山駅で乗降が可能。

2022年12月 - 2023年12月
新金谷駅 →（家山駅）→ 新金谷駅
- 家山駅では乗降不可。

2022年9月以前
新金谷駅 - 千頭駅
- 途中で乗降できる駅はないが、家山駅で機関車整備のための運転停車を行う。

## 使用車両
基本的に客車最大7両を蒸気機関車が牽引し、後部から補助機関車（電気機関車）が補助する形態をとる。なお、2024年（令和6年）運行より、復路（新金谷行き）は電気機関車が牽引し、蒸気機関車が最後尾となっている。

### 蒸気機関車
両機はそれぞれトーマス・ジェームスに似せる改造がなされており、車体塗装の変更、顔の設置、前照灯移設など手間をかけたものとなっている。
- C11 190 - トーマス
- C11 227 - トーマス（休車中）
- C56 44 - ジェームス（休車中）

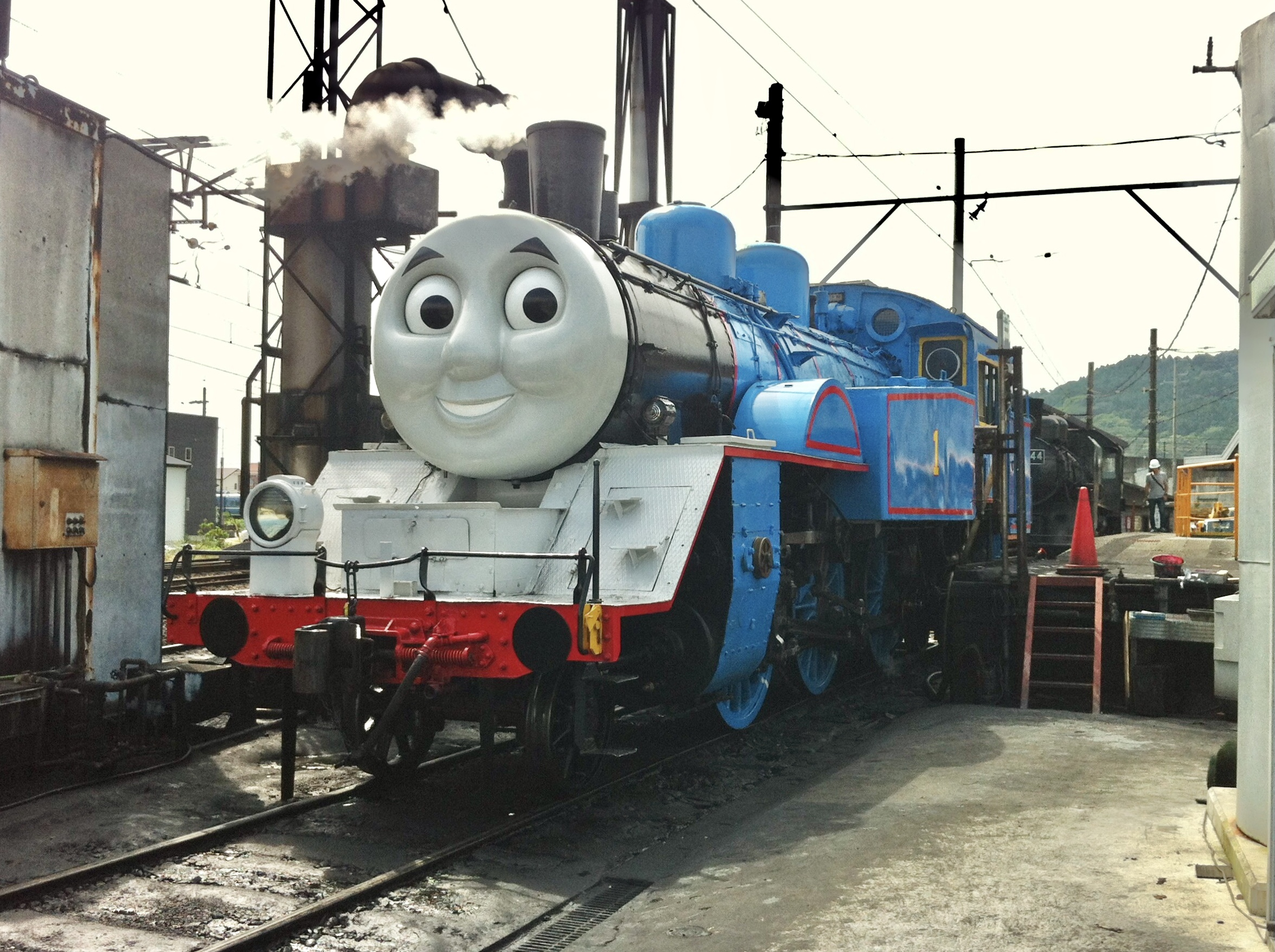
トーマス（C11 227） （2016年6月26日 新金谷車両区）
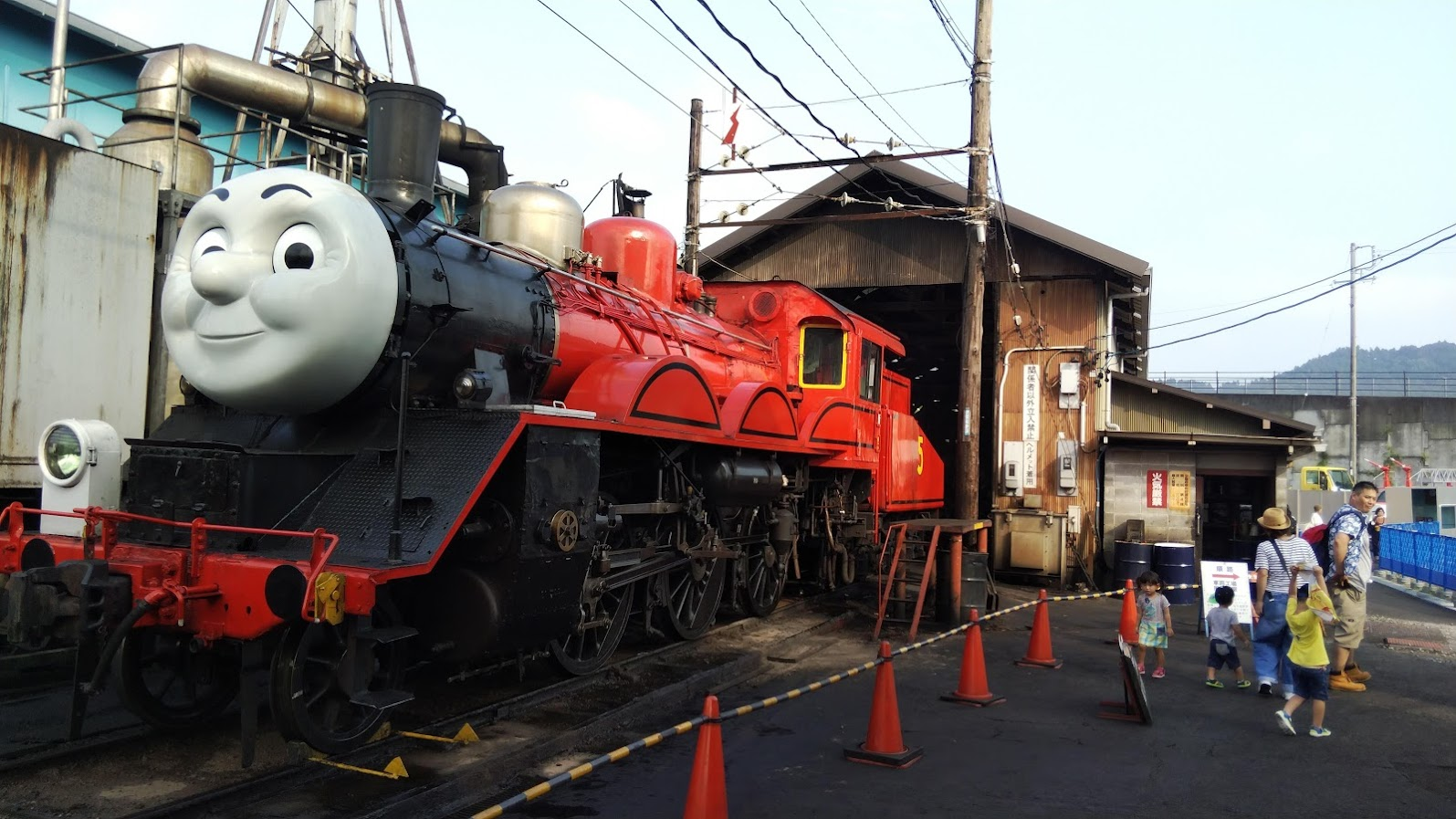
ジェームス（C56 44） （2019年8月19日 新金谷車両区）

### 客車
当初の客車は既存のものから7両が充当され、作中の客車に合わせた明るいオレンジ色に塗り替えられている。後年には既存の2両（オハ35 149・スハフ42 186）の客車もこの塗色に変更された。また本列車での運用時には、トーマスたちを描いたヘッドカバーが座席に取り付けられる。なおこれらの客車は「かわね路号」に混結される場合がある。

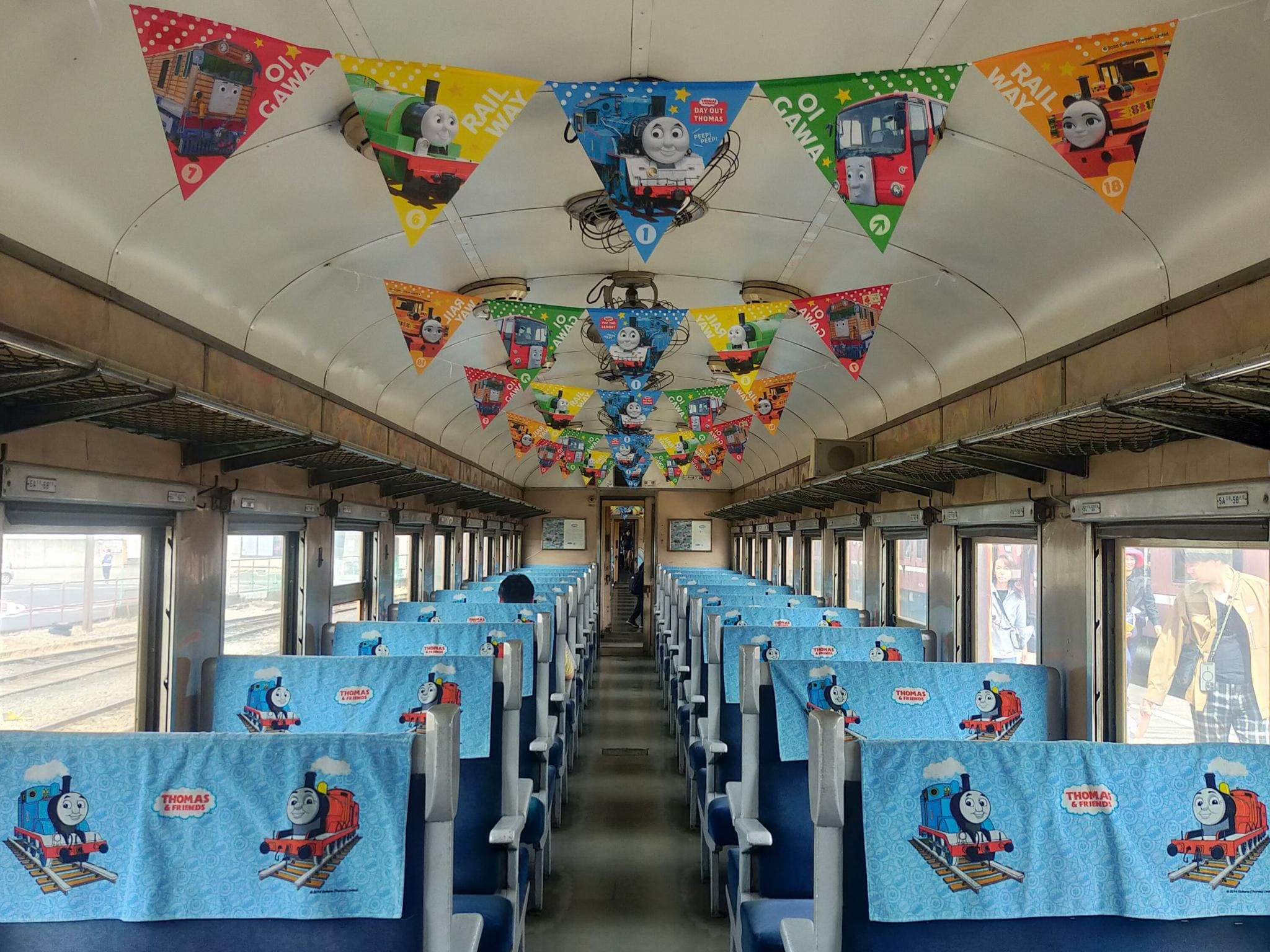
特急「きかんしゃトーマス号」客車車内 （2025年4月28日）

- オハ35形
  - オハ35 149
- スハフ42形
  - スハフ42 184
  - スハフ42 186
  - スハフ42 286
  - スハフ42 304
- オハ47形
  - オハ47 81
  - オハ47 380
  - オハ47 398
  - オハ47 512

- 特急「きかんしゃトーマス号」客車車内
（2025年4月28日）

### 電気機関車
電気機関車については特に仕様変更はされておらず、通常の姿で運用されている。
- E10形
  - E101
  - E102

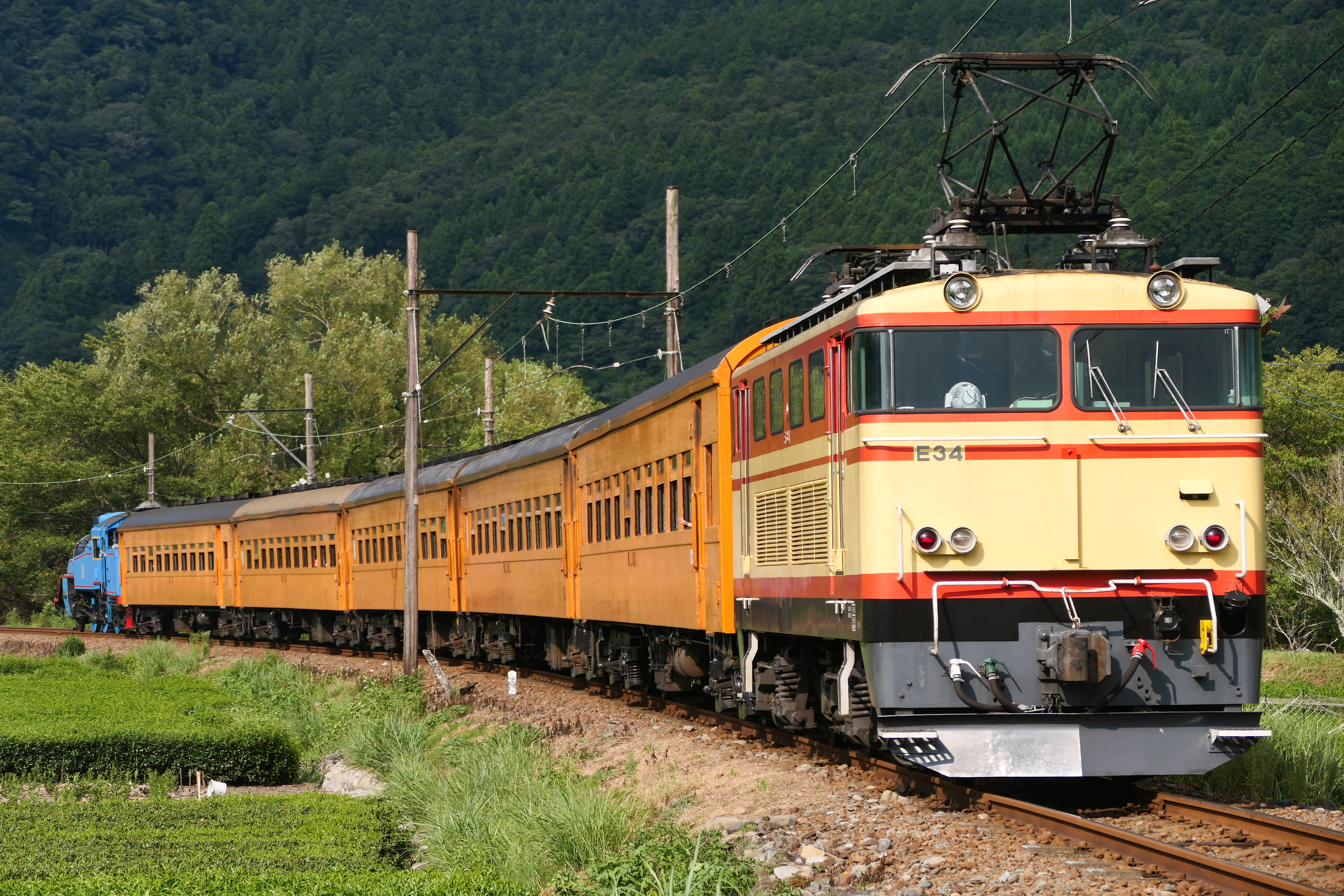
E31形 - E32 - E33
  - E34（国鉄型電気機関車風塗装[23][24]）
- ED500形
  - ED501

- E31形
（2024年8月12日 家山駅 - 抜里駅間）

## 関連イベント
本列車の運行に合わせ、シリーズの他キャラクターも交えたイベントが多数実施されている。中にはバスなど自動車を使用したり、静態保存機を改装したりと大規模なものもある。

### きかんしゃトーマスの整備工場
当日運行前後のトーマス号またはジェームス号の整備の様子を、新金谷車両区に入って見学できるイベント。参加には小学生以上1人500円を要する。
2019年（令和元年）7月20日には消防車のフリンの展示を開始した。

### トーマスフェア
千頭駅での側線を利用した「トーマス広場」にて実施される車両展示イベント。
当初はヒロ（声：玄田哲章）に改装された静態保存機の9600形（49616）がトーマス号またはジェームス号の隣に並ぶイベントであったが、その後2015年（平成27年）4月21日に、部品取り機だったC12形（C12 208）を改装したパーシー（声：神代知衣）も登場した。両機はスピーカーによって声を出し、パーシーはそれに加えて目が動く。2016年（平成28年）にはcト100形に顔を付けたいたずら貨車・いじわる貨車が加わった。
なお、パーシー（C12 208）は2025年（令和7年）度の運行に合わせ、家山駅に移設された。

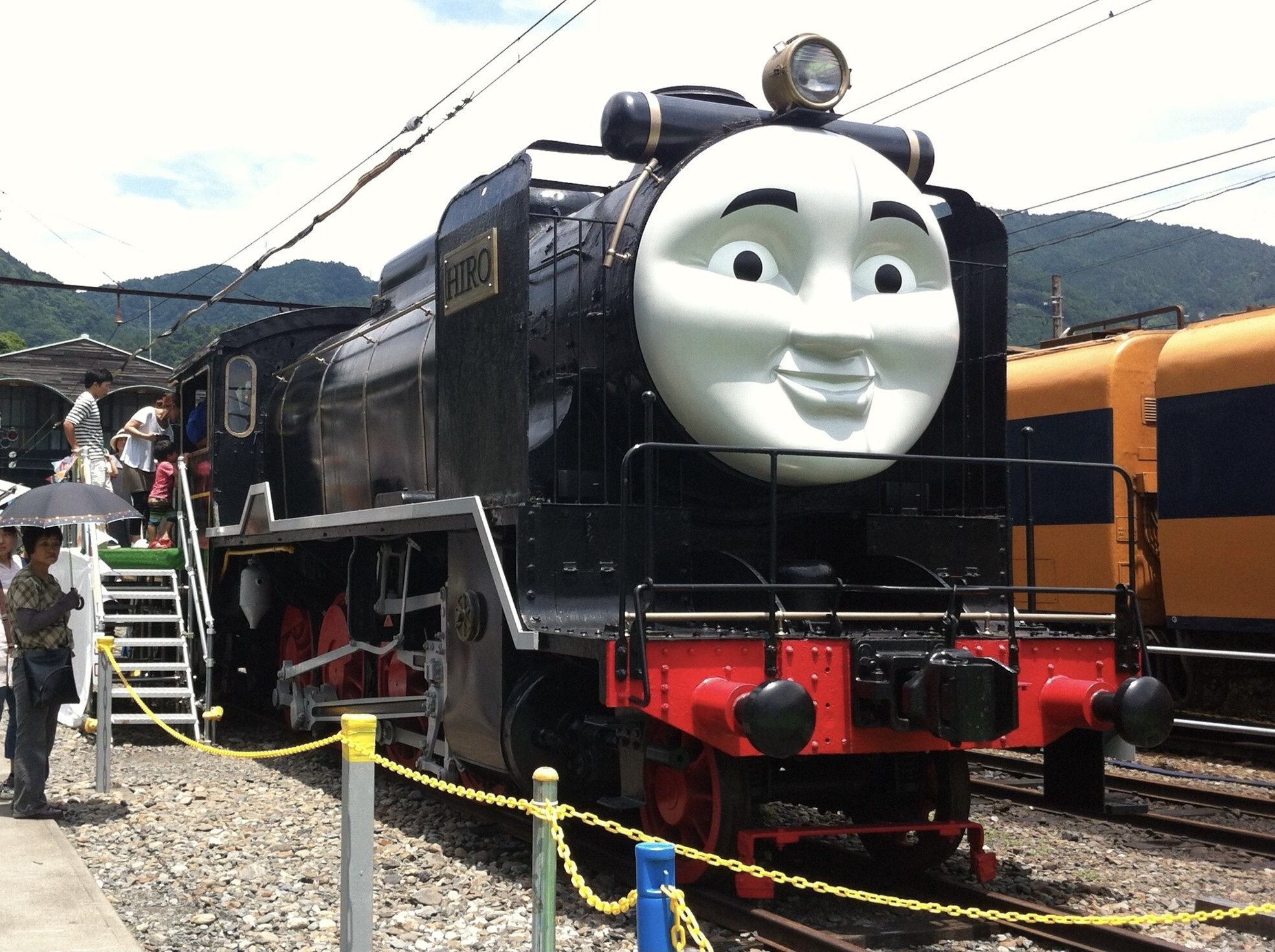
ヒロ（49616） （2016年6月26日 千頭駅）
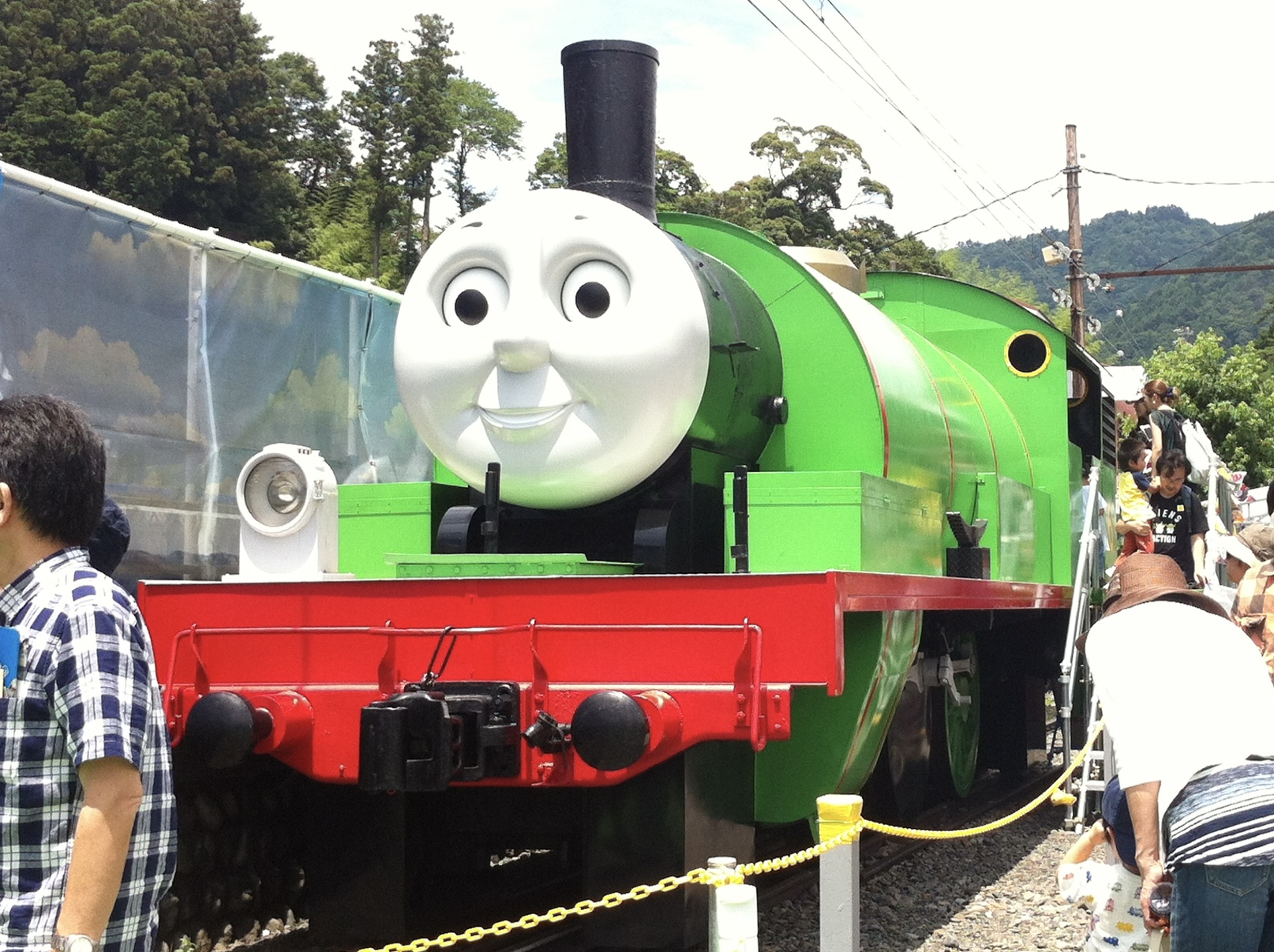
パーシー（C12 208） （2016年6月26日 千頭駅）
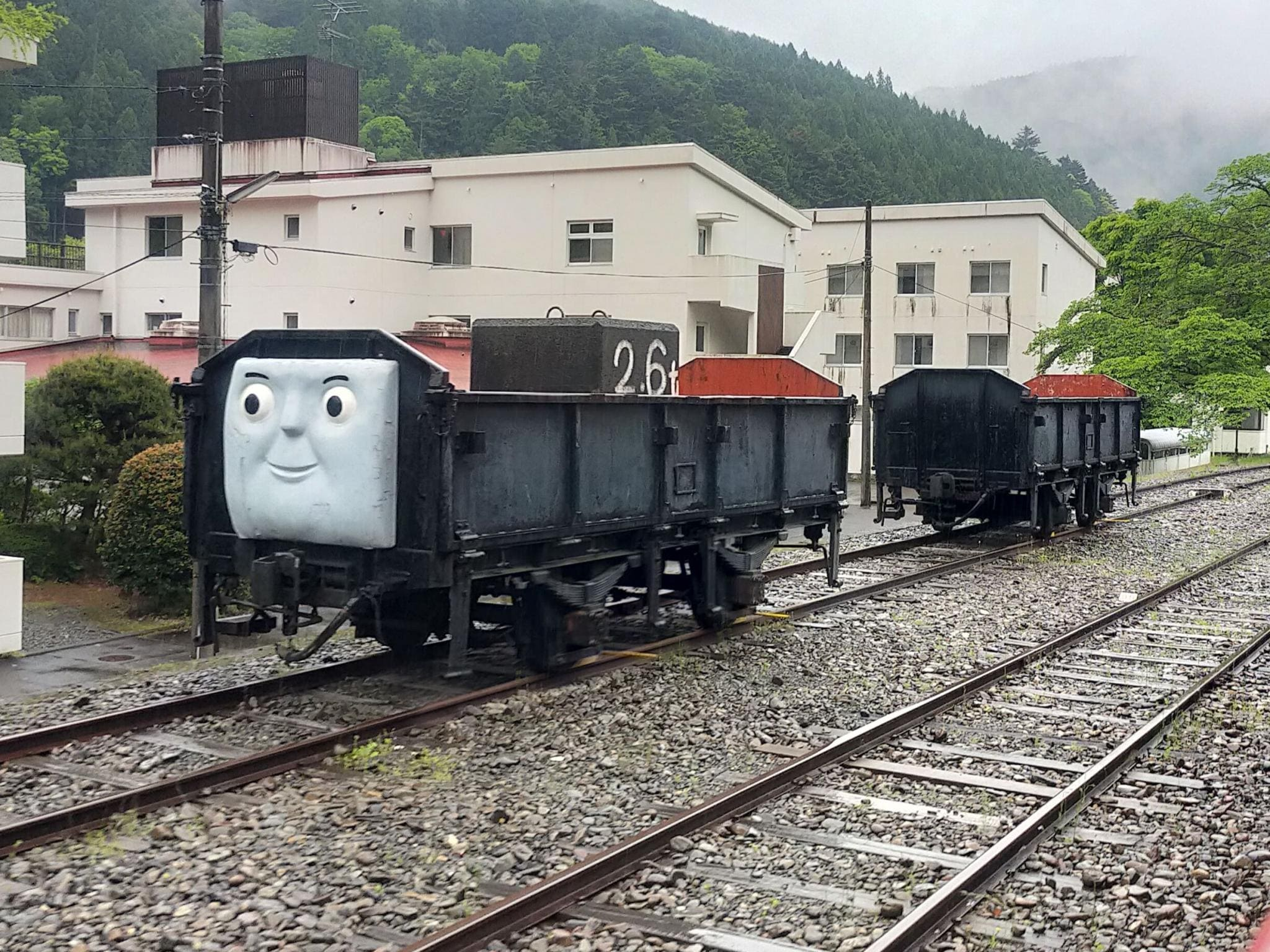
いじわる貨車（cト100形） （2025年4月28日 川根両国駅）

### ラスティーの貨車遊覧
DB1形（DB9）をラスティーに改造して運行している遊覧列車。千頭駅構内の側線を往復するのみのため鉄道運賃は不要だが、小学生以上1人300円を要する。
2015年（平成27年）のラスティー登場当初は展示のみだったが、翌2016年（平成28年）にはcト100形貨車を牽引する遊覧運転となった。

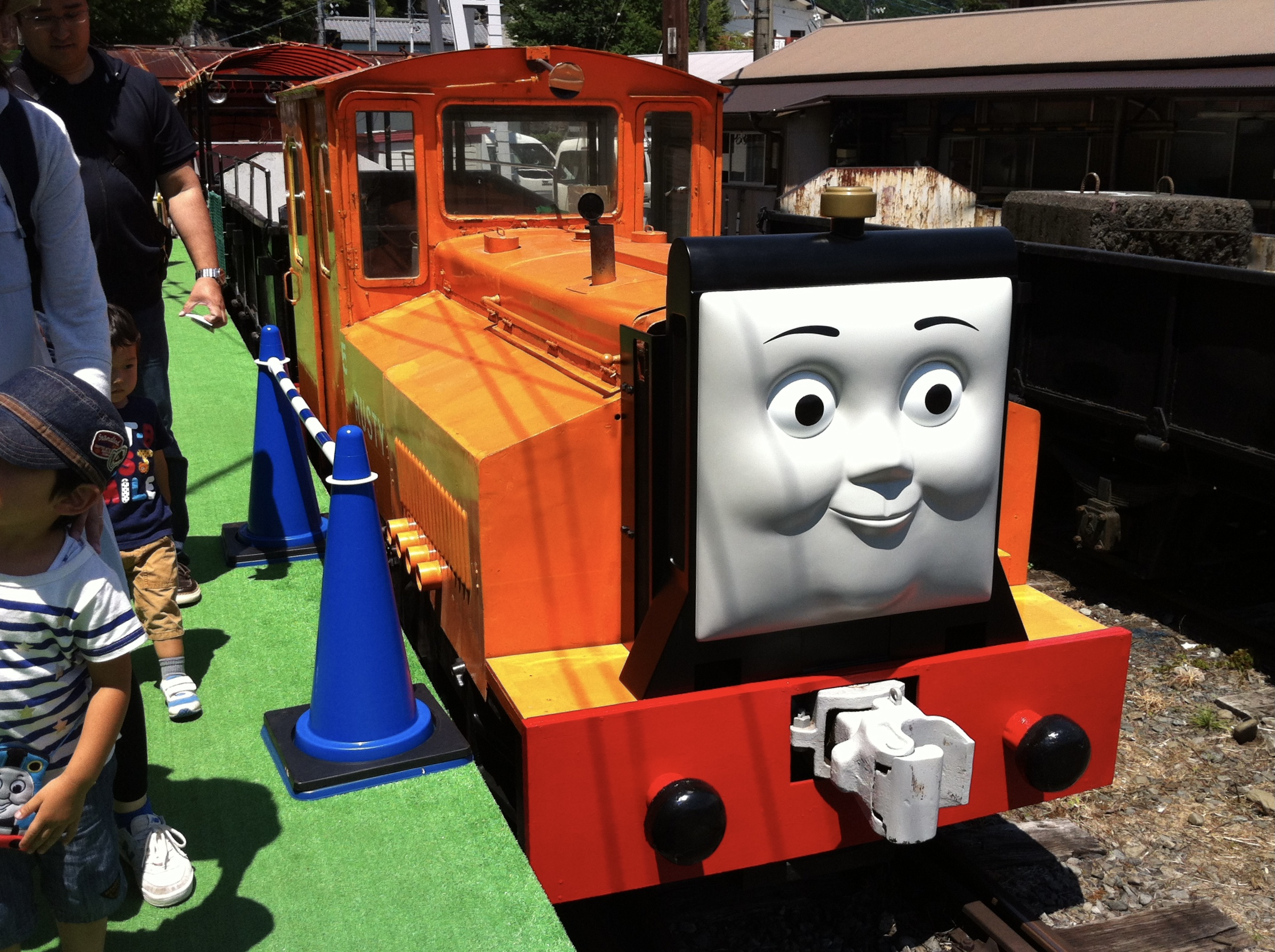
ラスティー（DB9） （2016年6月26日 千頭駅）

### ウィンストンのレールライド
足漕ぎ式の線路自転車（レールスター）をウィンストンに改造したものを、利用者が自ら漕いで千頭駅の側線を走るアトラクション。2018年（平成30年）6月9日に開始された。小学生以上1人300円を要する。

### バスのバーティー
2016年（平成28年）6月11日に運行を開始した、バスのバーティーを模した自動車による旅行商品。新金谷駅前から千頭駅前まで運行し、途中ではトーマス号またはジェームス号と並行する道路を走行する箇所もある。
当初は日野・ポンチョの改造車で定員は16名であったが、2020年（令和2年）からは日野・メルファの改造車となり定員が増加した。

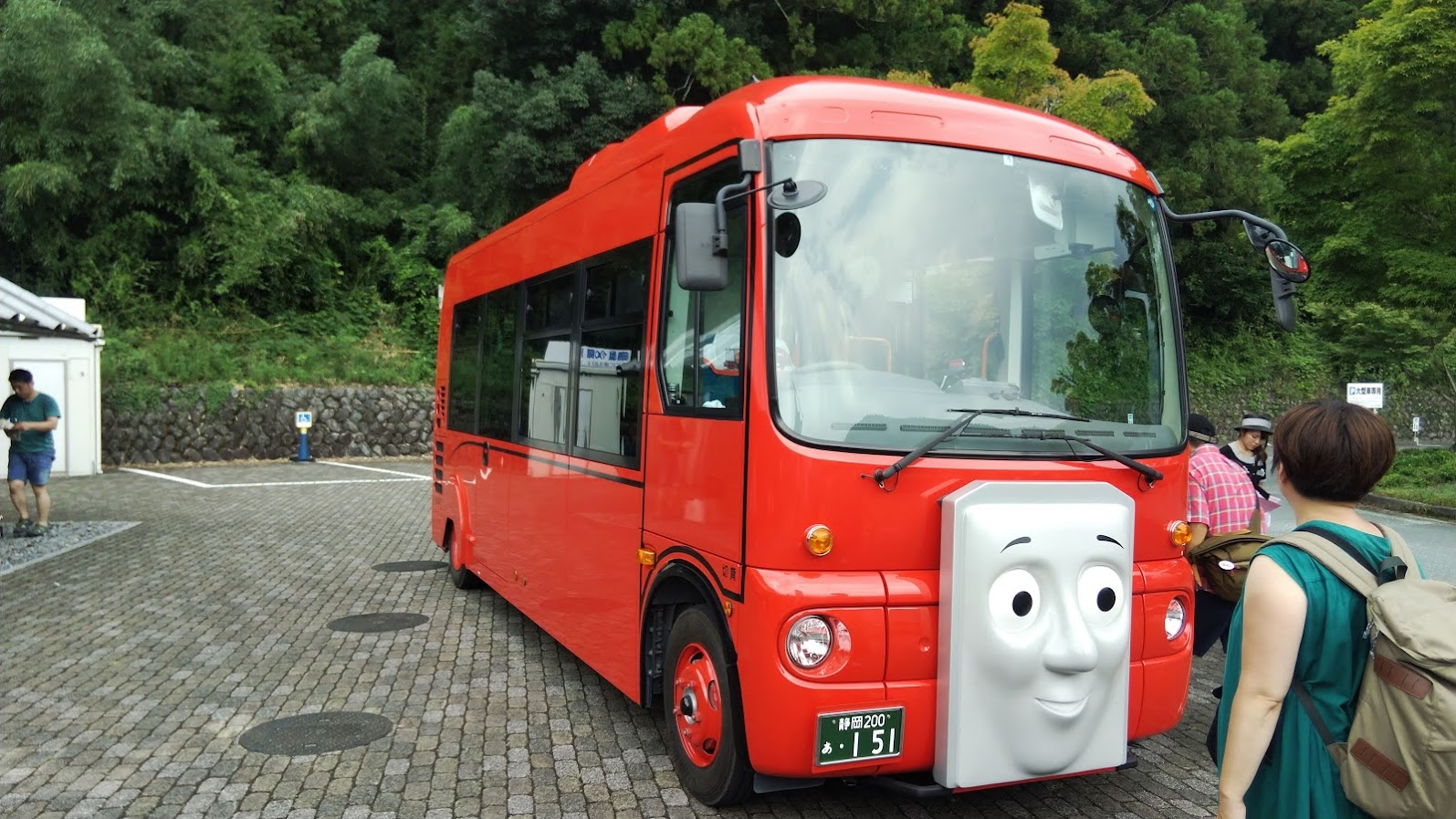
バスのバーティ（日野・ポンチョ） （2019年8月19日 千頭駅）
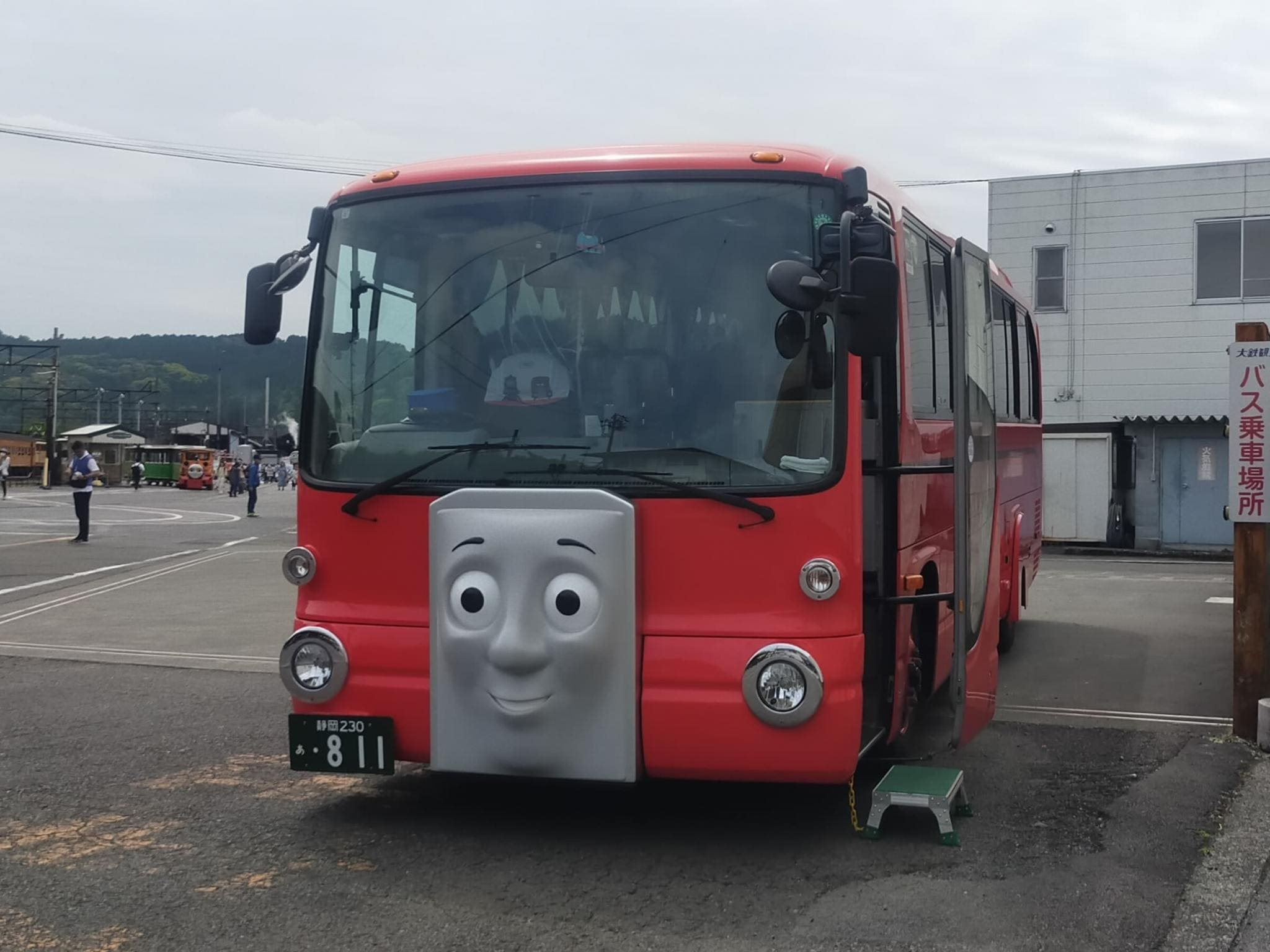
2代目「バスのバーティ（日野・メルファ） （2025年4月28日 新金谷駅前）

### 2かいだてバスのバルジー
2020年（令和2年）5月16日に運行を開始した、2階建てバスのバルジーによる旅行商品。静岡駅前から新金谷駅前までを往復する。

### きかんしゃトビー号
2022年（令和4年）8月19日から井川線の千頭駅 - 奥泉駅間で往復運行されている遊覧列車である。トビーの姿に改装されたDD20形ディーゼル機関車が客車を牽引する。
旅行商品の利用者が優先となるが、空席のある場合は当日券も発売される。あくまで遊覧列車としての運行であるため、奥泉駅での折り返し時を含めて途中の乗降はできず、普通運賃より高額な別料金が適用される。

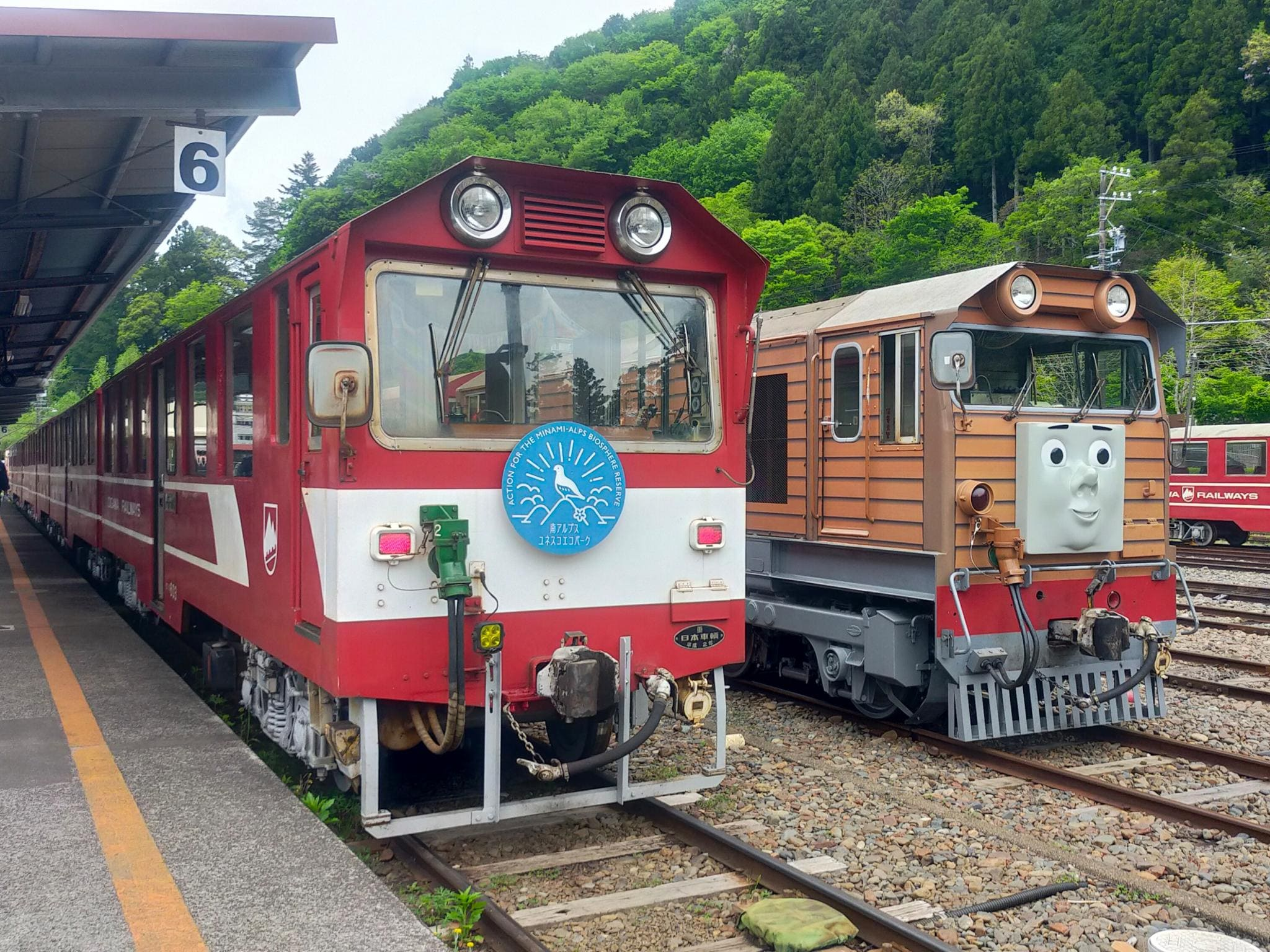
トビー（右側） （2025年4月28日 千頭駅）

### ロコトレインのニア
2024年（令和6年）7月26日に登場。ニアを模した自動車が客車を模した車両を牽引し、新金谷駅構内のトーマスフェア会場内を周回する。

## 沿革
- 2013年（平成25年）
  - 11月11日：大井川鐵道が、2014年（平成26年）夏から「きかんしゃトーマス号」を運行すると発表[38]。
- 2014年（平成26年）
  - 3月22日：ヒロの展示開始[39]。
  - 7月12日：「きかんしゃトーマス号」運行開始[40][41]。
- 2015年（平成27年）
  - 4月21日：パーシーの展示開始[29]。
  - 4月25日：ラスティーの展示開始[29]。
  - 7月11日：「きかんしゃジェームス号」運行開始[6]。
- 2020年（令和2年）8月7日：7月26日の大雨の影響により、運行区間を新金谷駅 - 家山駅間に短縮し、2往復運行（家山駅での乗降不可の遊覧運行）に変更[42][43]。
- 2022年（令和4年）
  - 8月19日：「きかんしゃトビー号」運行開始[34][35][36]。
  - 12月16日：9月24日に襲来した台風15号による土砂災害の影響により、運行区間を新金谷駅 - 家山駅間に短縮し、2往復運行（家山駅での乗降不可の遊覧運行）に変更[18]。
- 2024年（令和6年）6月8日：6月6日のダイヤ改正により、運行区間を新金谷駅 - 川根温泉笹間渡駅間に拡大し、復路の家山駅で乗降可能となる[12][13]。また、7月・8月は3往復運転とする[12]。
- 2025年（令和7年）4月26日：往路の家山駅と川根温泉笹間渡駅で乗降可能となる[16]。また、3往復運転する日を拡大[16]。